# Phacelia rupestris
Phacelia rupestris är en strävbladig växtart som beskrevs av Edward Lee Greene. Phacelia rupestris ingår i Faceliasläktet som ingår i familjen strävbladiga växter. Inga underarter finns listade i Catalogue of Life.